# × Elearethusa
Elearethusa là loài lai giữa các loài lan (họ Orchidaceae). Chi cha mẹ của nó là Arethusa và Eleorchis. Nó được viết tắt là Elsa trong các tạp chí thương mại.